# Top-of-the-World, Arizona
Top-of-the-World, Arizona (енгл. Top-of-the-World) насељено је место без административног статуса у америчкој савезној држави Аризона.

## Демографија
По попису из 2010. године број становника је 231, што је 99 (-30,0%) становника мање него 2000. године.
| Група             | 2000.       | 2010.       |
| Белци             | 246 (74,5%) | 184 (79,7%) |
| Афроамериканци    | 5 (1,5%)    | 1 (0,4%)    |
| Азијати           | 0 (0,0%)    | 0 (0,0%)    |
| Хиспаноамериканци | 63 (19,1%)  | 40 (17,3%)  |
| Укупно            | 330         | 231         |